# Karnataka-Barbe
Die Karnataka-Barbe (Barbodes carnaticus), benannt nach dem indischen Bundesstaat Karnataka, ist ein Karpfenfisch aus Indien. Sie wird auf Englisch Carnatic Carp, auf Tamil Pallikendai காவேரிக் கென்⁮டை und auf Malayalam Kaverimeen കാവേരികെണ്ട genannt.

## Beschreibung
Barbodes carnaticus zeichnet sich durch einen langgestreckten und gedrungenen Körper aus. Er besitzt eine relativ kleine Kopfpartie, wulstförmige Lippen, kleine Barteln und große Schuppen. An der Seitenlinie ist häufig ein schwarzes Band sichtbar. Die Färbung variiert je nach Gewässertyp von grauschwarz, dunkelblau bis goldbraun. Der Flossenansatz ist meist orangerot gefärbt. Die Karnataka-Barbe wird durchschnittlich 60 Zentimeter lang und wiegt 1,5 Kilogramm. In den Whest Gats in Indien wurden Exemplare bis über 12 Kilogramm Gewicht und einer Länge bis etwa 90 Zentimetern gefangen. Die Zusammenhänge zwischen Wachstum und Alter der Karnataka-Barbe wurden jüngst in einer wissenschaftlichen Studie untersucht.

## Verbreitung
Die Karnataka-Barbe lebt in tropischen Flüssen Indiens. Sie kommt unter anderem im Cauvery und Krishna River vor.

## Lebensweise
Barbodes carnaticus hält sich gerne in Stromschnellen und tiefen Pools hinter schnellfließenden Abschnitten von Flüssen und großen Strömen auf. Adulte Exemplare suchen oft große Felsen, Geröll, Unterspülungen und andere Unterwasserhindernisse als Unterstand auf. Sie ernähren sich von Blättern und Samen, die ins Wasser fallen, sowie Detritus. Die Laichzeit findet in den Monaten Juli bis August statt, die Jungfische entwickeln sich von September bis Dezember.

## Nutzen
Die Karnataka-Barbe dient als Speisefisch und Sportfisch bei Anglern.